# العرب حلفا
نادي العرب الرياضي المعروف أيضا باسم العرب حلفا، هو نادي كرة قدم سوداني وهو نادي أساسي في حلفا، السودان.